# Trattato di Senlis
     Asburgo (inclusa la parte colorata a tratteggio)
     Francia
     Engilberto di Clèves, conte di Nevers (vassallo sia del Re di Francia per il Nevers, che dell'Imperatore per Clèves

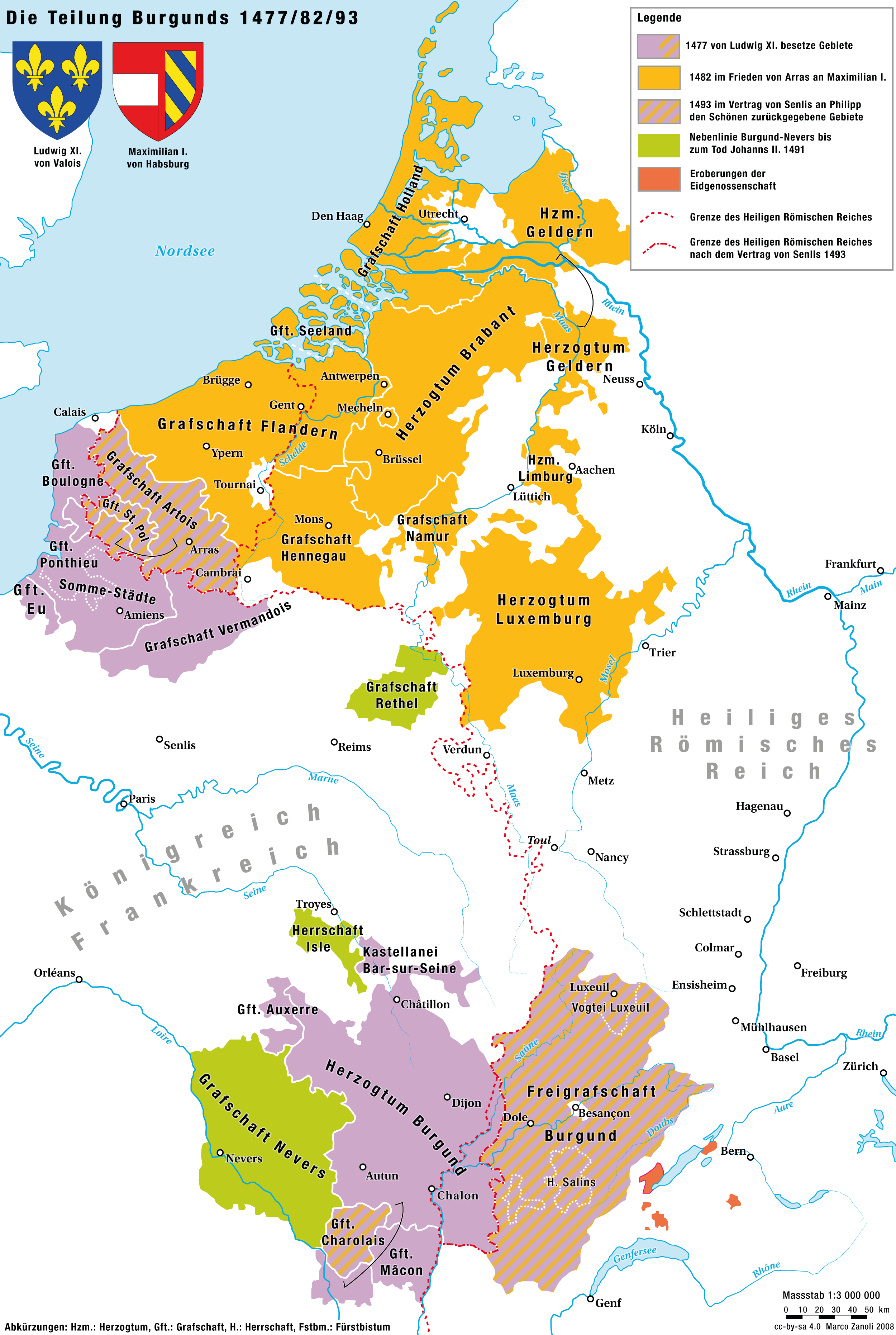
Spartizione degli stati borgognoni nel 1493
Asburgo (inclusa la parte colorata a tratteggio)
Francia
Engilberto di Clèves, conte di Nevers (vassallo sia del Re di Francia per il Nevers, che dell'Imperatore per Clèves

Il trattato di Senlis fu siglato presso la cittadina di Senlis il 23 maggio del 1493 tra i rappresentanti di Massimiliano I d'Asburgo, Imperatore del Sacro Romano Impero, e quelli del re Carlo VIII di Francia. Il trattato riguardava in sostanza la definitiva spartizione dei territori degli ex Duchi di Borgogna, che si estendevano lungo il confine tra Francia e Sacro Romano Impero; Massimiliano in nome di suo figlio, Filippo il Bello, pretendeva tali terre, ma molte di esse erano feudi francesi e non imperiali, come il Ducato di Borgogna stesso, la Contea di Fiandra, o quella dell'Artois.
Il trattato mise definitivamente e ufficialmente fine anche alle ostilità fra il regno di Francia e le città commerciali di Fiandra, prime fra tutte Gand e Bruges. Il trattato, facendo riferimento al trattato di Arras di undici anni prima, prevedeva che la Franca Contea di Borgogna, l'Artois e parte della Piccardia, dopo essere state occupate dai francesi, tornassero sotto il controllo della Casa d'Asburgo; anche la contea di Charolais fu ceduta alla Casa d'Asburgo.

## I protagonisti

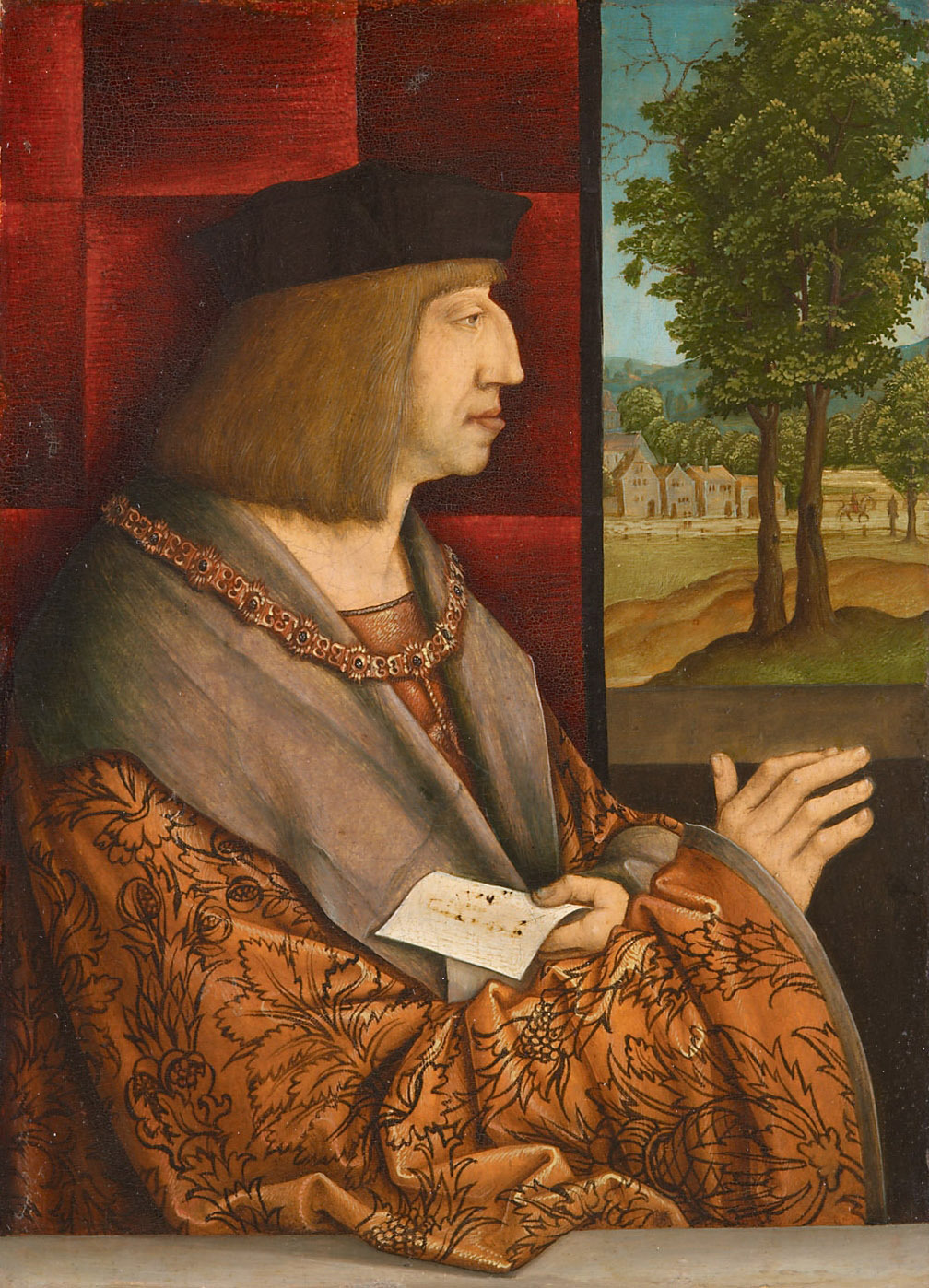
Massimiliano I, imperatore del Sacro Romano Impero
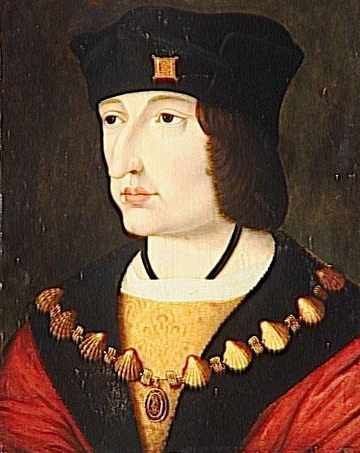
Carlo VIII, re di Francia